# Jan Raszka (rzeźbiarz)
Jan Florian  Raszka (ur. 2 maja 1871 w Ropicy, zm. 23 listopada 1945 w Krakowie) – polski rzeźbiarz, grawer, medalier, malarz, profesor i pedagog akademicki pochodzący ze Śląska Cieszyńskiego . Tworzył pod wpływem modernizmu – secesji oraz art déco.

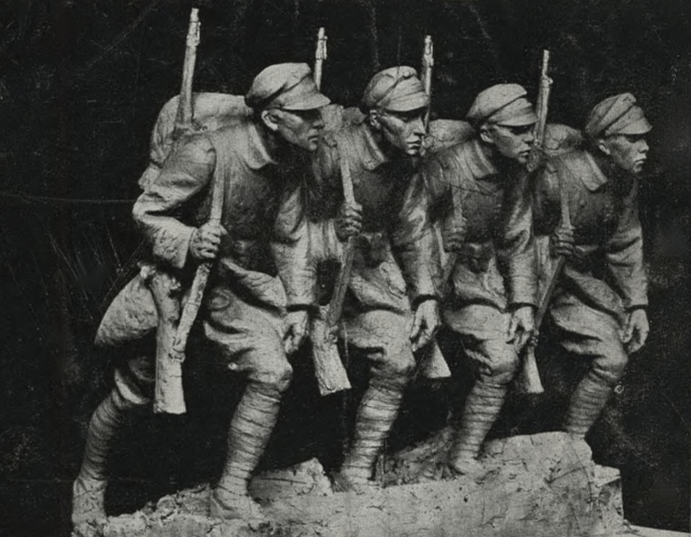
"Czwórka legionowa" czterech polskich żołnierzy, symbolizujących Królestwo Polskie, Małopolskę, Śląsk i Wielkopolskę najbardziej znana rzeźba Jana Raszki (1917)

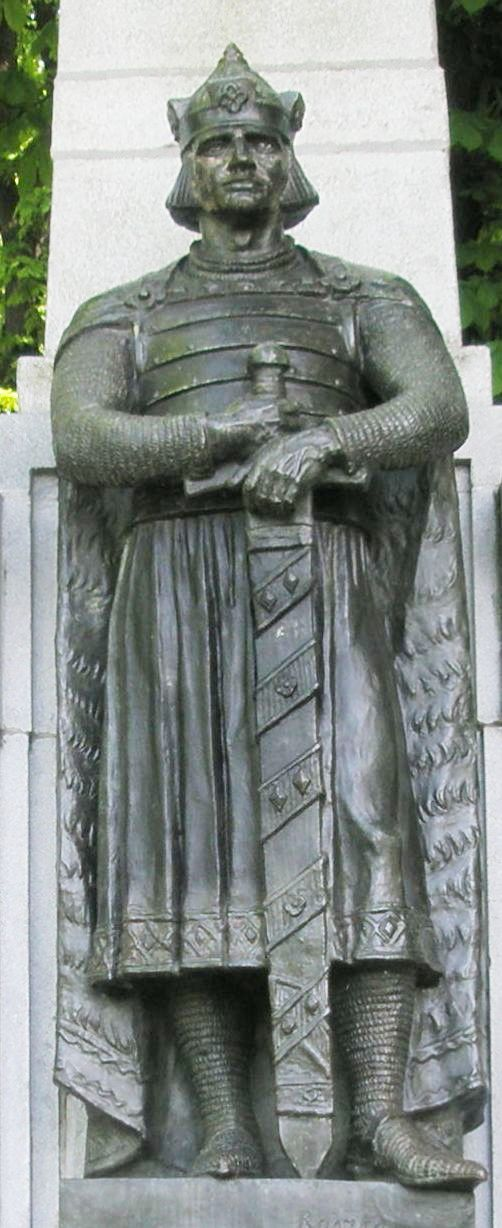
Pomnik Mieszka I – przedstawiający postać Mieszka cieszyńskiego

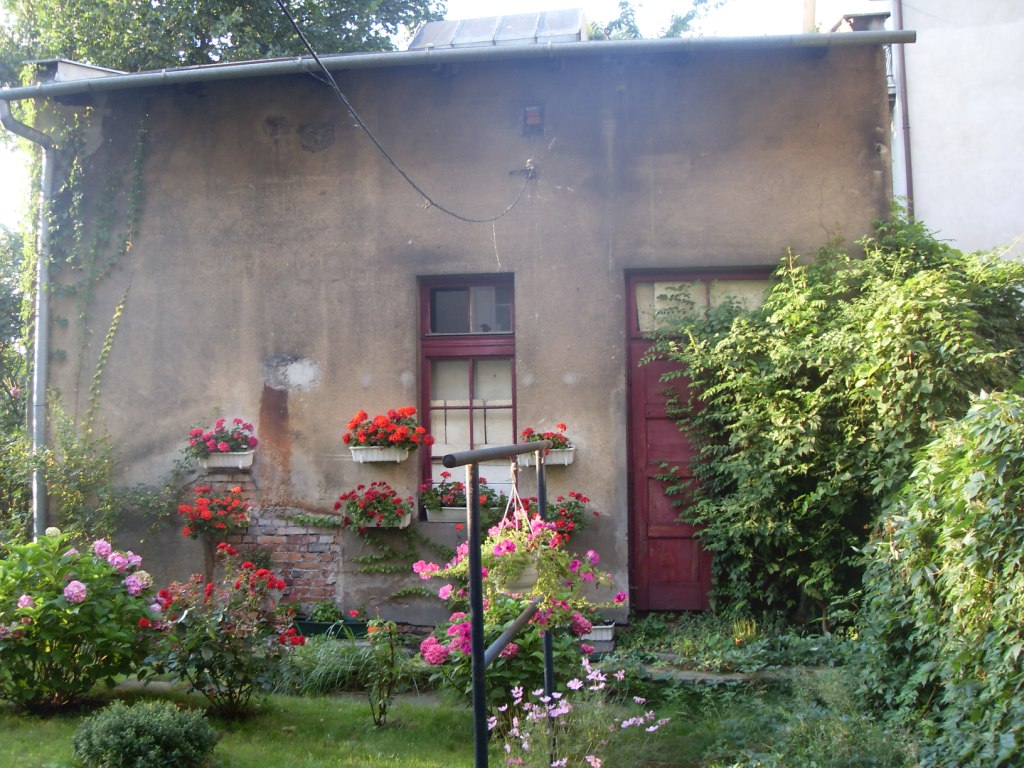
Zachowany budynek krakowskiej pracowni artysty w podwórku kamienicy przy ul. Zbrojów 3

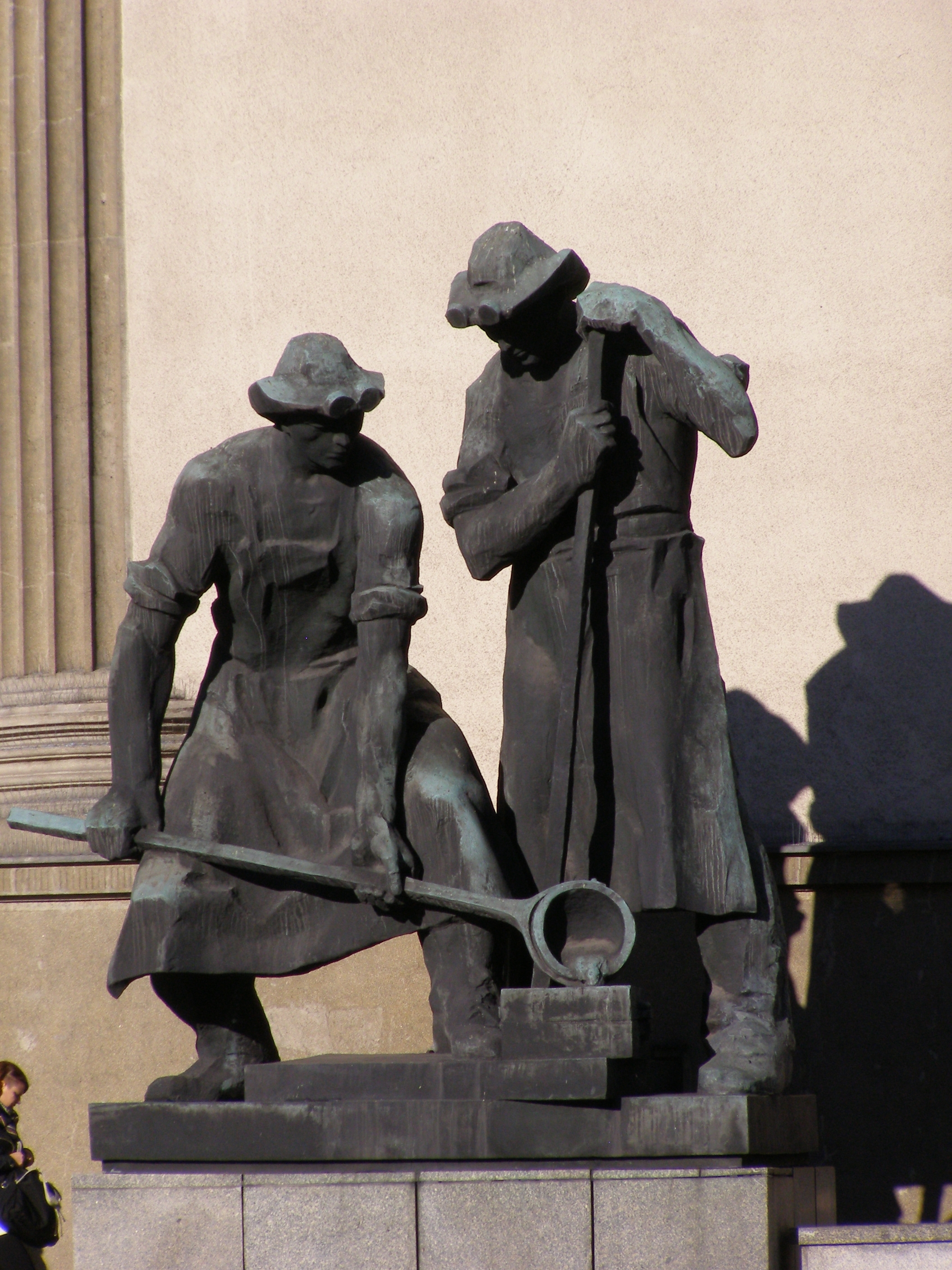
„Rzeźba hutników” przed gmachem krakowskiej AGH rekonstrukcja zniszczonej rzeźby Jana Raszki wykonana przez Jana Sieka i Bogusza Salwińskiego

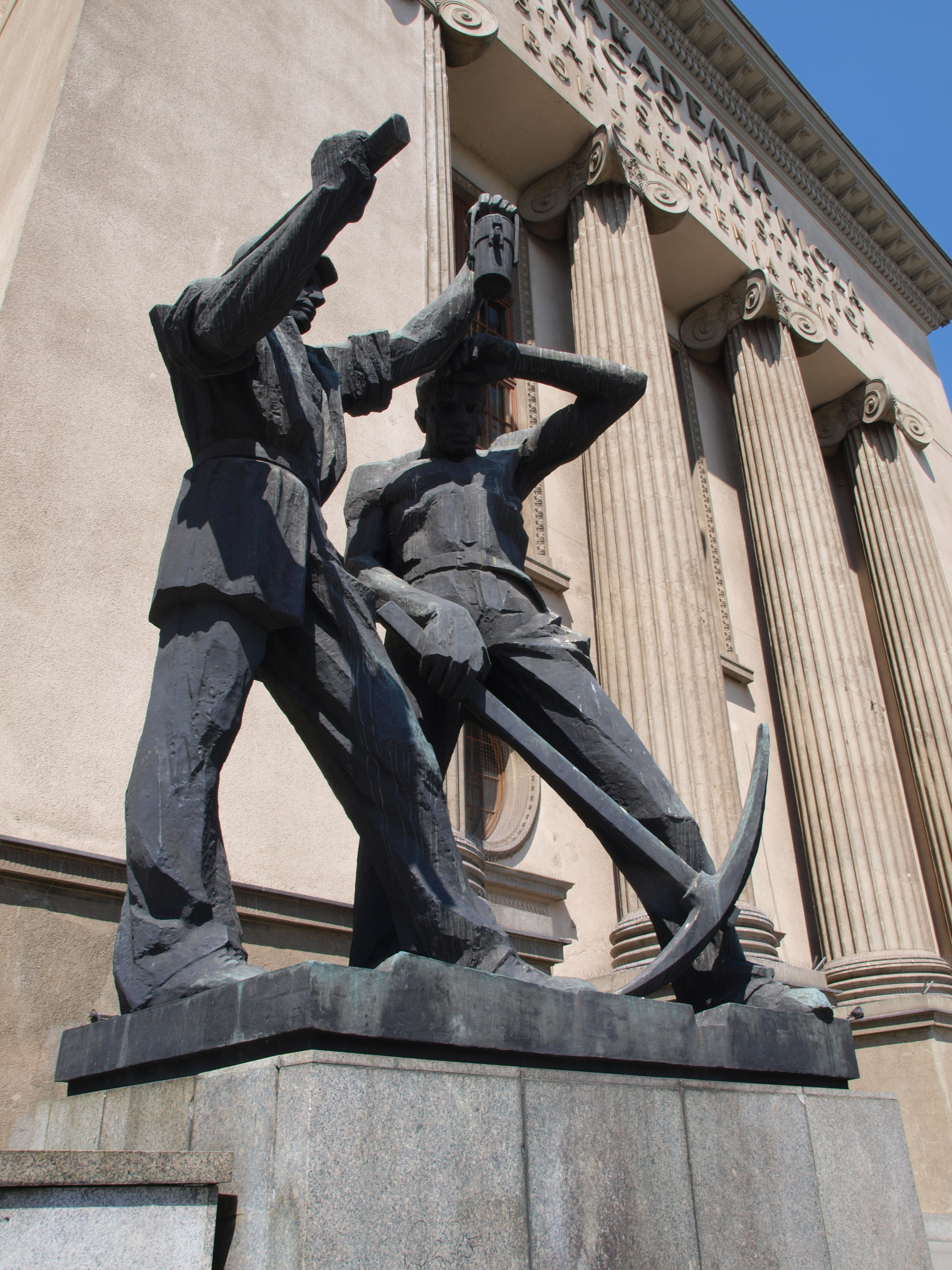
Alegoryczna „rzeźba górników” w wejściu do AGH rekonstrukcja z 1970 roku

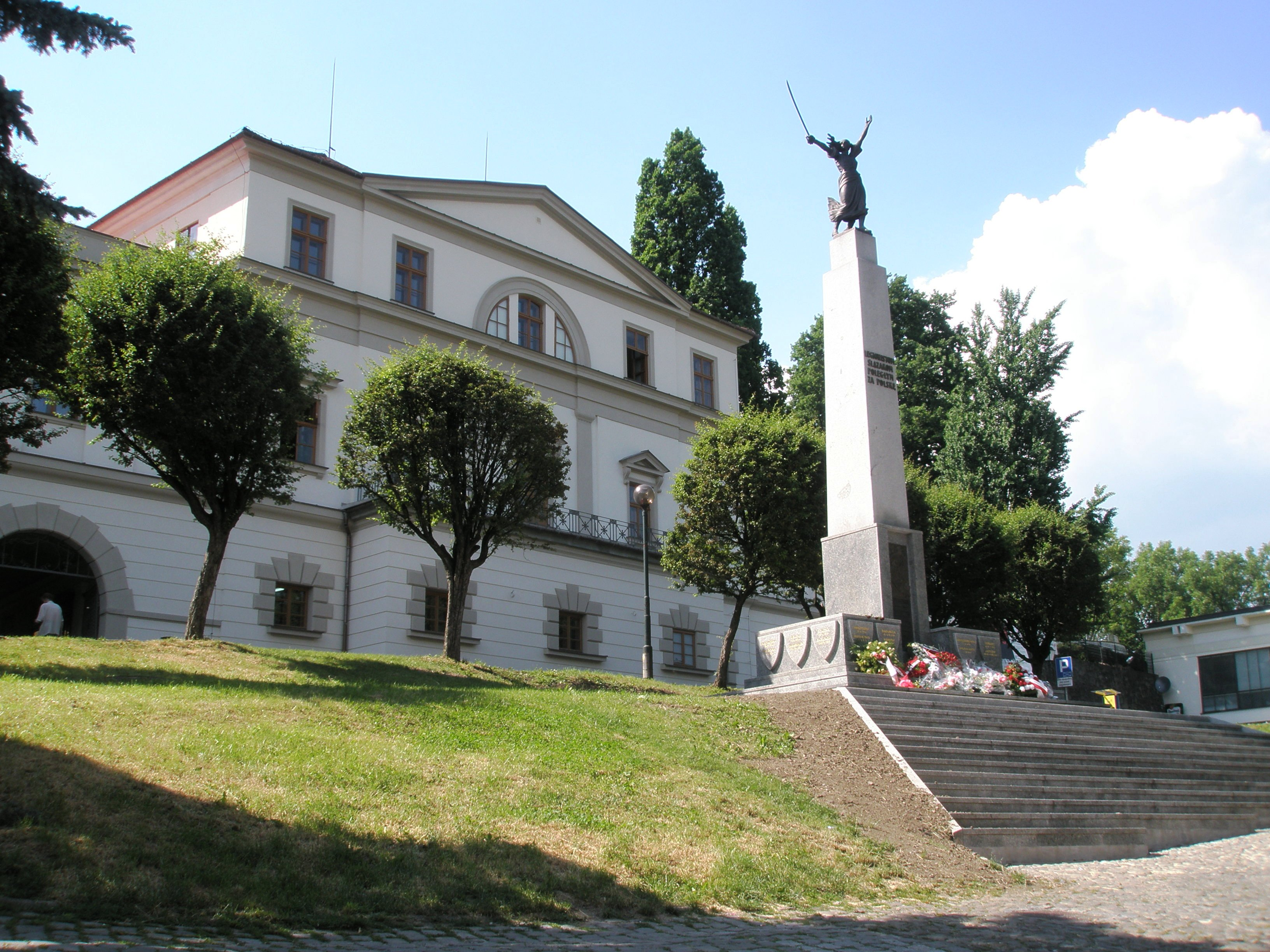
Odtworzona w 2005 roku Nike cieszyńska z 1931 roku upamiętniająca Legion Śląski

## Życiorys
Urodził się w Ropicy (znajdującej się w części Śląska Cieszyńskiego, nazwanej później Zaolziem) w biednej, wielodzietnej rodzinie ewangelickiej. Był synem Jana Raszki, dróżnika kolejowego, i Marii z domu Kisza. Ukończył ludową szkołę w Pudłowie (obecnie część Bogumina). W 1892 roku zdał maturę w niemieckojęzycznym, państwowym gimnazjum w Cieszynie, gdzie wstąpił do polskiej tajnej organizacji uczniowskiej „Jedność”. Dwa lata później współzakładał Stowarzyszenie Akademików Polskich na Śląsku Cieszyńskim „Znicz” .
Po ukończeniu szkoły średniej, zgodnie ze swoimi artystycznymi zainteresowaniami, zapisał się na Akademię Sztuk Pięknych w Wiedniu. Przez 5 lat studiował malarstwo i rzeźbę pod kierunkiem Juliusa Victora Bergera, Siegmunda L’Allemanda, Augusta Eisenmengera, Edmunda von Hellmera i Caspara von Zumbuscha. Z okresu wiedeńskiego pochodzi konny portret cesarza Franciszka Józefa I .
W 1900 roku wygrał konkurs ogłoszony przez Artura Kruppa, właściciela firmy wyrobów metalowych w Berndorf, z okazji wystawy paryskiej, na model brązowej grupy przedstawiającej kończący się i nadchodzący wiek. Nagroda wynosiła 5000 koron. Jego praca „Wiek XIX i XX” miała podkreślić znaczenie pary i elektryczności w obu stuleciach. XIX wiek symbolizowała postać robotnika, którego prawa dłoń, trzymająca młot, opierała się na skrzydlatym kole – symbolu komunikacji i handlu. Elektryczność uosabiał młodzieniec, który zapalał cztery płomienie, wykwitające z liliowych kielichów osadzonych na gałęzi, zakreślającej łuk nad ciałem kobiety. Cokół oplata wąż, symbol wieczności
W 1902 roku przeniósł się do Krakowa, gdzie został zatrudniony przy pracach restauracyjnych na Wawelu, równocześnie zostając wykładowcą rysunku i rzeźby na Wydziale Przemysłu Artystycznego w Wyższej Szkole Przemysłowej w Krakowie. Jeszcze przed wybuchem I wojny światowej podczas pobytu w mieście poznał Józefa Piłsudskiego oraz innych polskich działaczy niepodległościowych, związanych z różnymi środowiskami, w tym z późniejszą Polską Organizacją Wojskową .
W 1914 roku jako ochotnik zaciągnął się w Cieszynie do Legionu Śląskiego, który wziął udział w I wojnie światowej w ramach Legionu Wschodniego, a następnie Legionów Polskich. Raszka od 1916 roku służył w II Brygadzie Legionów, dowodzonej przez gen. Józefa Hallera. 10 sierpnia 1917 roku rozpoczął służbę w krakowskim Archiwum Legionów Polskich jako chorąży tytularny, był również znany jako rzeźbiarz wojenny. Od 1 października 1917 roku piastował stanowisko referenta do spraw opieki nad grobami legionistów. W tym okresie zaprojektował m.in. legionowe medale oraz odznaki patriotyczne, z których dochód przeznaczano na finansowanie Legionów. Poznał wówczas m.in. Bolesława Roję czy Kazimierza Sosnkowskiego, którym wykonał studia portretowe .
Po I wojnie światowej powrócił do Wyższej Szkoły Przemysłowej (WSP) w Krakowie. W roku 1921 doprowadził do wyodrębnienia z WSP Państwowej Szkoły Przemysłu Artystycznego i do roku 1931 był dyrektorem tej instytucji. Od 1919 roku pełnił funkcję prezesa Związku Plastyków w Krakowie. W 1921 roku był współzałożycielem Towarzystwa Artystów Malarzy i Rzeźbiarzy Sztuki "Rodzina" . Przed 1923 był prezesem honorowym Związku Polskich Artystów Plastyków w Krakowie.
W drugiej połowie 1931 roku, w wieku lat 60, odszedł na emeryturę. Oprócz sztuki pasjonował się również techniką. Był członkiem Krakowskiego Towarzystwa Techników. W ramach hobby majsterkował w swojej pracowni rzeźbiarskiej w podwórku kamienicy przy ul. Zbrojów 3, patentując nawet niektóre swoje pomysły .
Pod koniec życia napisał pamiętniki, które przez wiele lat pozostały w rękopisie. Opracowane zostały one przez Joannę Walaszek i po raz pierwszy opublikowane w 2005 roku przez Społeczny Komitet Odbudowy Pomnika Legionistów Śląskich w Cieszynie .
W czasie II wojny światowej tworzył już tylko amatorsko. Zmarł wkrótce po jej zakończeniu 23 listopada 1945 roku w Krakowie, gdzie pochowano go na cmentarzu Rakowickim (kwatera LI-wsch-4) . Znajduje się na nim również kamienna kopia znanego pomnika Jana Raszki - „Czynu Legionowego”, którą w 1927 roku wykonał Wacław Boratyński. Umieszczono ją w kwaterze żołnierzy Legionów Polskich poległych w czasie I wojny światowej .

## Twórczość

### Pomniki

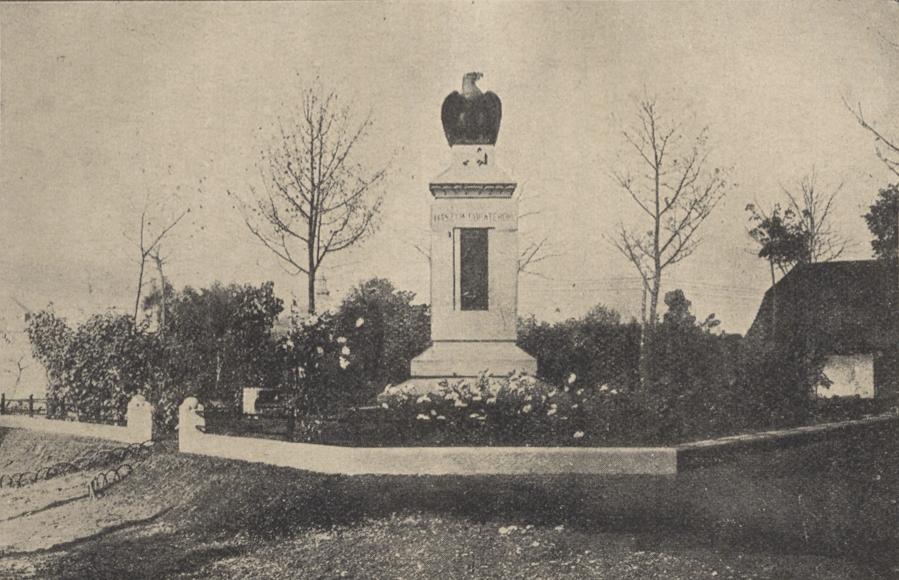
Pomnik ku czci poległych w obronie Śląska Cieszyńskiego 1918–1920 w Skoczowie

Tworzył dzieła klasyczne pozostając jednak pod dużym wpływem modernizmu: początkowo stylu secesyjnego, a później art déco, które na kilkadziesiąt lat zdominowały sztukę w końcu XIX i początkach XX wieku. Jako artysta rzeźbiarz Jan Raszka znany jest głównie z pomników, zwłaszcza poświęconych poległym żołnierzom z czasów I wojny światowej. Był autorem wielu rzeźb i monumentów, które stanęły w przestrzeni publicznej w okresie II RP. Po wybuchu II wojny światowej wszystkie zewnętrzne płaskorzeźby i pomniki Raszki zostały zburzone przez Niemców. W latach 1920–1939 powstały następujące dzieła :
- Pomnik wolności w Dziedzicach, postawiony w 1924 roku ze składek społecznych. Został zniszczony w 1939 roku przez Niemców i pozostał nieodbudowany w okresie PRL z przyczyn politycznych. Obecnie w jego miejscu znajduje się jedynie pamiątkowa tablica[8] [10]. Od upadku komunizmu w 1990 roku trwają dyskusje o jego odbudowie[11].
- Popiersie prezydenta do pomnika Gabriela Narutowicza w Bielsku (1930). Zostało zniszczone dziewięć lat później przez Niemców. Po wojnie monument nieodbudowany z przyczyn politycznych przez władze PRL. Na jego miejscu stoi pomnik Adama Mickiewicza.
- Pomnik Mieszka I, przedstawiający postać Mieszka cieszyńskiego, odsłonięty w Cieszynie w 1931 roku. Został zniszczony w 1939 roku przez Niemców. Po wojnie odbudowany w 1951 roku.
- Pomnik Legionistów Śląskich – tzw. „Cieszyńskiej Nike” odsłonięty w 1934 roku w Cieszynie przed Pałacem Myśliwskim Habsburgów. Został zniszczony pięć lat później przez Niemców. Po wojnie w jego miejscu władze PRL postawiły Pomnik Wdzięczności Armii Czerwonej, wykorzystując do tego elementy konstrukcyjne pomnika Raszki. Nike cieszyńska zrekonstruowana została w przedwojennym kształcie dopiero w 2005 roku dzięki lokalnej społeczności[12] [8] .
- Pomnik ku czci poległych w obronie Śląska Cieszyńskiego 1918–1920 w Skoczowie. Został zniszczony w 1939 roku przez Niemców i nieodbudowany z przyczyn politycznych po II wojnie światowej[8] .
- Pomnik Czynu Legionowego w Kielcach wzniesiony w 1938 roku według gipsowego modelu z 1917 roku. Zniszczony został w 1939 roku przez Niemców i z przyczyn politycznych nieodbudowany po wojnie. Odbudowano go dopiero po upadku komunizmu w 1991 roku[1] .
- Pomnik Ignacego Łukasiewicza w Krośnie (1932), zniszczony w 1939 roku przez Niemców – odbudowany po wojnie przez władze PRL (1973)[13].
- Popiersie Adama Sikory, założyciela tzw. Parku Sikory w dzisiejszym Czeskim Cieszynie. Było ono umieszczone na zburzonym, nieistniejącym obecnie pomniku Adama Sikory.
- Pomnik Marszałka Piłsudskiego na pl. Litewskim w Lublinie, odsłonięty w 2001 roku według projektu artysty z 1937 roku.

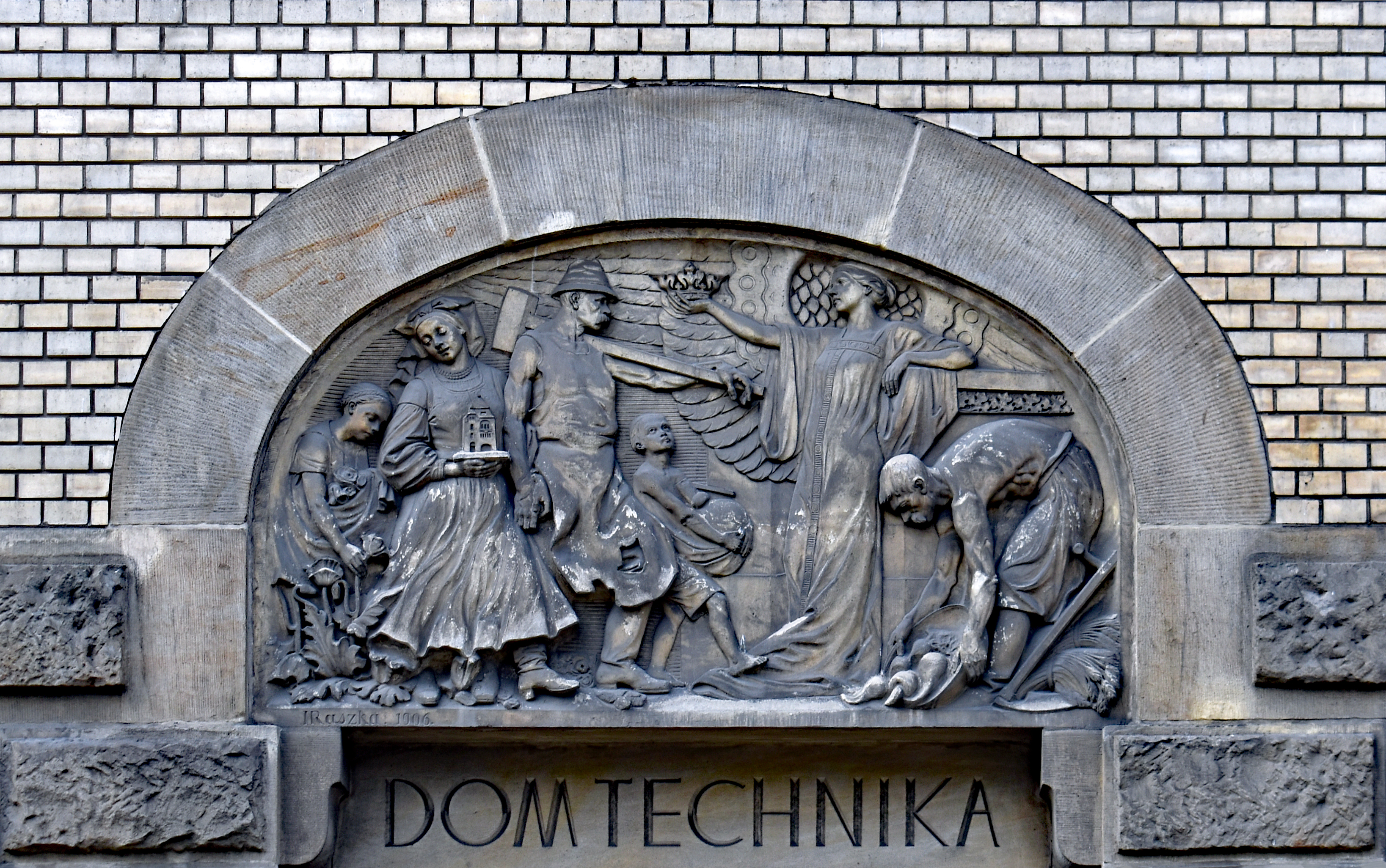
Secesyjna płaskorzeźba Jana Raszki na kamienicy Krakowskiego Towarzystwa Technicznego przy ul. Straszewskiego 28 (1906)

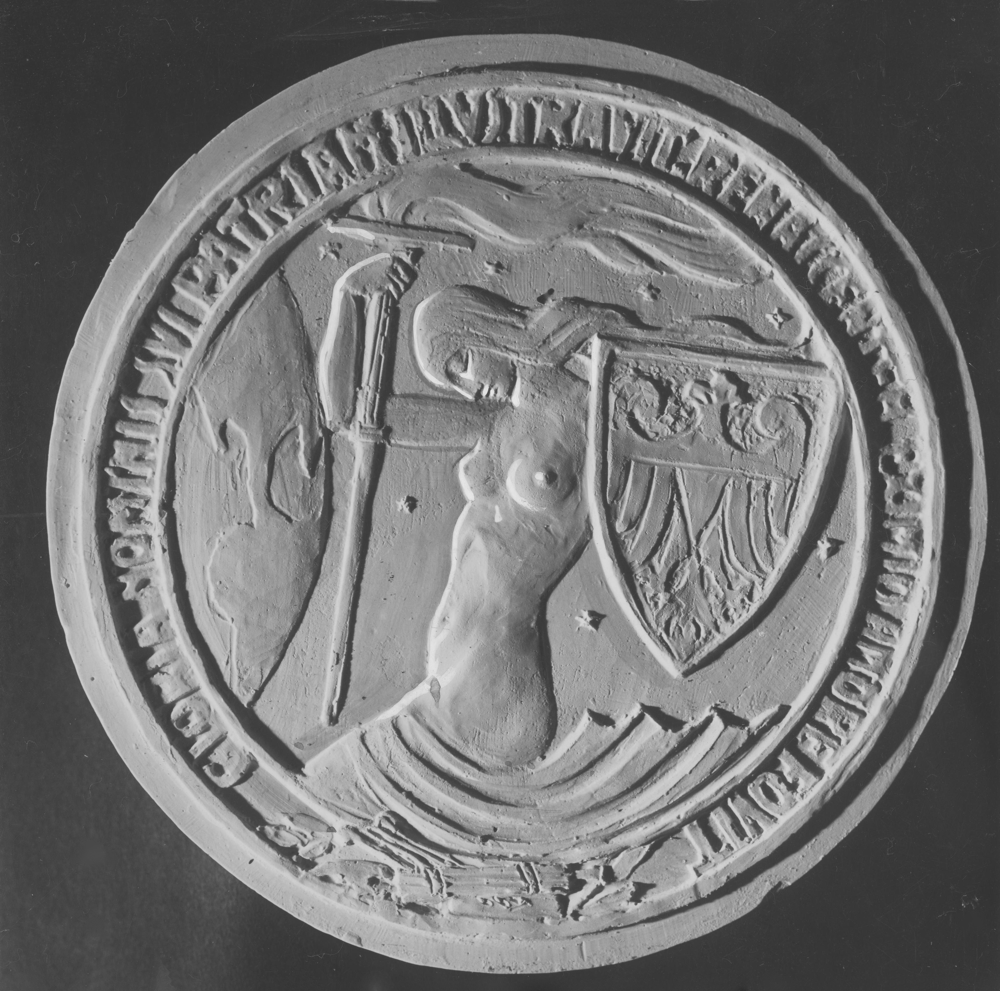
Nieukończony rewers gipsowego modelu medalu ku czci Ignacego Jana Paderewskiego z (1935)

### Detale architektoniczne
Osobną grupę działalności artystycznej Jana Raszki stanowią rzeźby oraz rzeźbiarskie detale architektoniczne wkomponowane we frontony gmachów użyteczności publicznej lub umieszczone w ich wnętrzu. Należą do nich:
- Tzw. „Tablica Grunwaldzka” (przedstawiająca uroczysty wjazd konno króla Władysława Jagiełły i królowej Jadwigi z rycerstwem do Przemyśla oraz witających ich mieszczan z bp. Erykiem Winsenem i wójtem Michałem na czele) odsłonięta w 1910 r. na zewnętrznej ścianie katedry katolickiej w Przemyślu. W maju 1911 r. do spiżowej tablicy dodano stylizowane, gotyckie obramowanie projektu Kazimierza Osińskiego wykonane w piaskowcu w pracowni Ferdynanda Majerskiego w Przemyślu[14].

- Rzeźby gloryfikujące zawody górników oraz hutników umieszczone przy wejściu do Akademii Górniczo-Hutniczej oraz figura św. Barbary na gmachu w Krakowie z 1935 roku. Zniszczone w czasie wojny wskutek ostrzału artyleryjskiego wojsk radzieckich w styczniu 1945 roku. Rozebrano je ostatecznie w 1954 roku z powodu zniszczeń i erozji. Zostały odtworzone 20 października 1970 roku przez rzeźbiarzy Jana Sieka i Bogusza Salwińskiego w oparciu o pierwowzór[15] ,
- Alegoria Województwa Śląskiego - seria płaskorzeźb z 1928 roku, zdobiących budynek Urzędu Wojewódzkiego w Katowicach (zniszczone w 1939 roku przez Niemców), nieodbudowane[16].
- Epitafium Mikołaja Reja we wnętrzu kościoła św Marcina w Krakowie.
- Popiersie Zygmunta Szczęsnego Felińskiego w kościele św. Krzyża w Krakowie.
- Fryz alegoryczny umieszczony na fasadzie sądu apelacyjnego w Łodzi przy Placu Henryka Dąbrowskiego.
- Płaskorzeźba do cieszyńskiej Studni Trzech Braci[17].
- Płaskorzeźba oraz detale architektoniczne umieszczone na kamienicy Krakowskiego Towarzystwa Technicznego przy ul. Straszewskiego 28.

Był także autorem wielu mniejszych rzeźb w drewnie i kamieniu, przedstawiających sceny z życia ludu śląskiego, np. Baca Kantor z Kozubowej.

### Malarstwo

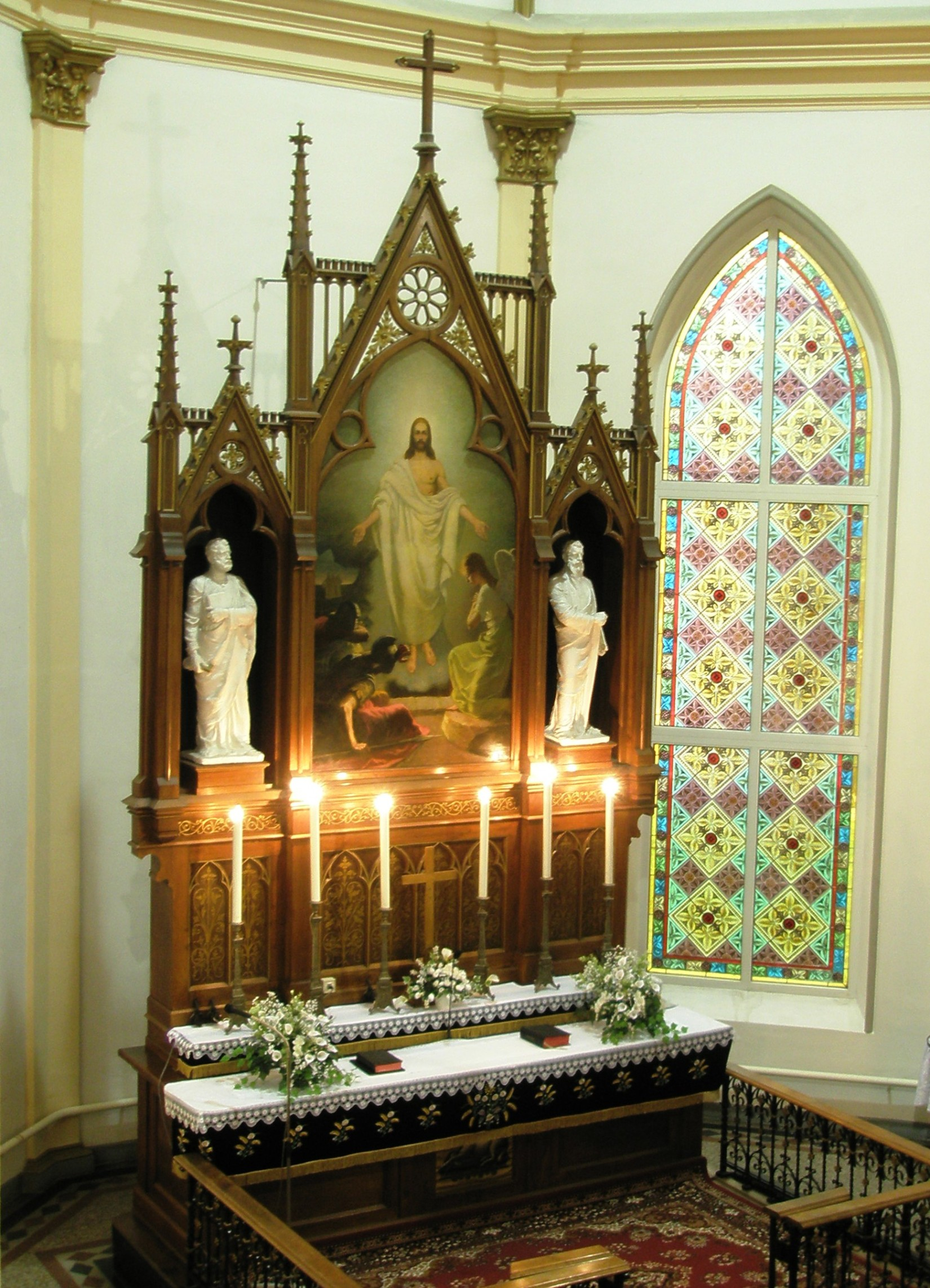
Ołtarz ewangelickiego kościoła w Trzyńcu z obrazem i dwoma rzeźbami Jana Raszki

Działał również na polu malarstwa rodzajowego, religijnego oraz dekoracyjnego. W okresie legionowym wykonywał portrety legionistów oraz malarstwo batalistyczne wykonane głównie techniką akwareli. Z tego okresu pochodzą wykonane tą techniką „Przy ognisku”, „Nasze podwórko w Piasecznej”, „Ostrzeliwanie Legionowa przez moskali z samolotu”, „Kwatera w Piasecznej”, „Zbiórka w Piasecznej”, „Beliniacy poją konie”, „Ranne ćwiczenie” i inne .
Namalował również obrazy i detale zdobnicze o tematyce religijnej stanowiące wystrój świątyń na Śląsku Cieszyńskim.

### Medalierstwo
Wykonał szereg medali przedstawiających działaczy niepodległościowych, z których wielu znał osobiście. Były to głównie osoby związane z Legionami Polskimi – I i II Brygadą. Wykonał następujące medale: pianisty, kompozytora oraz prezydenta Ignacego Jana Paderewskiego, marszałka Józefa Piłsudskiego, gen. Józefa Hallera, płk. Władysława Beliny-Prażmowskiego, gen. Leona Berbeckiego, gen. Józefa Zająca, gen. Kazimierza Sosnkowskiego, gen. Edwarda Śmigłego-Rydza, mjr. Włodzimierza Józefa Mężyńskiego, gen. Ferdynanda Zarzyckiego, płk. Janusza Jagrym-Maleszewskiego, gen. Stanisława Szeptyckiego, gen. Mieczysława Norwid-Neugebauera, płk. Marcelego Jastrzębiec-Śniadowskiego, gen. Wojciecha Rogalskiego, mjr Albina Fleszara, płk Hieronima Przepilińskiego, gen. Antoniego Durskiego-Trzaski, gen. Bolesława Roja, gen. Zygmunta Zielińskiego i inne .
Był również autorem szeregu medali oraz plakiet poświęconych wydarzeniom z historii Polski, a także dedykowanych wybitnym postaciom oraz artystom:
- 1908 medal wybity na pamiątkę śmierci Andrzeja Potockiego[19],
- 1908 medal na uczczenie zasług Henryka Jordana[19],
- 1910 medal na 1100-lecie założenie miasta Cieszyna[19],
- 1910 medal wybity z okazji 500. rocznicy bitwy pod Grunwaldem[19],
- 1912 medal na setną rocznicę urodzin Zygmunta Krasińskiego[19],
- 1915 medal dla uczczenia poległych w szarży kawalerii pod Rokitną[19],
- 1915 medal dedykowany Tadeuszowi Rutowskiemu[19],
- 1916 medal poświęcony poległym legionistom Ślązakom[19],
- 1917 medal poświęcony Radzie Regencyjnej[19],
- 1918 medal na Pamiątkę Oswobodzenia Krakowa[19],
- 1918 medal wybity z okazji utworzenia Polskich Kolei Państwowych[19],
- 1918 medal poświęcony Władysławowi Bartynowskiemu[19],
- 1919 medal na otwarcie Sejmu ustawodawczego[19],
- 1920 odznaka pamiątkowa „Stanęli w Potrzebie 1920”[20],

- 1921 medalik na uchwalenie konstytucji Marcowej[19],
- 1924 medal w 70 rocznicę urodzin Jacka Malczewskiego[19],
- 1927 plakieta okolicznościowa - Konferencja Unii Chemii Czystej[19],
- 1927 plakieta upamiętniająca sprowadzenie prochów Juliusza Słowackiego do kraju i złożenie ich w katedrze na Wawelu 28 czerwca 1927 roku[19][21],
- 1938 plakieta wybita z okazji stulecia huty w Węgierskiej Górce[19],

Wojnę przetrwały głównie mniejsze gabarytowo prace artysty, jak medale oraz płaskorzeźby, które znalazły się w zbiorach Muzeum Sztuki Medalierskiej we Wrocławiu oraz Muzeum Narodowym w Krakowie. Obecnie jego prace znajdują się głównie na terenie Małopolski, Podkarpacia oraz Śląska: w Krakowie, Przemyślu, Katowicach, Skoczowie, Zawierciu, Krośnie, Cieszynie i Bogucicach.

## Odznaczenia
- Krzyż Oficerski Orderu Odrodzenia Polski (27 listopada 1929)[22].
- Złoty Krzyż Zasługi,
- Medal Niepodległości (29 grudnia 1933)[23],
- Krzyż Legionowy (1922),
- Krzyż za Obronę Śląska Cieszyńskiego II kl. (2 października 1919)[24],
- Medal Pamiątkowy za Obronę Śląska Cieszyńskiego,
- Odznaka patriotyczna NKN "Za ojczyznę i wolność 1914–1915",
- Oficer Orderu Legii Honorowej (Francja) – za przygotowanie polskiej ekspozycji na paryskiej Wystawie Sztuki Dekoracyjnej w 1925 roku.

## Upamiętnienie
- W Cieszynie znajduje się aleja imienia Jana Raszki. W 2025 został włączony do Panteonu Górnośląskiego w Katowicach[25].